# Romps
 (juillet 2016).
Romps était une série de contes illustrés par Harry Furniss, avec les versets de Horace Lennard et imprimé par Edmund Evans en 1885. Le livre d'images comique dépeint des enfants s'en donnent à cœur joie dans différents milieux.
Pour les illustrations, Harry Furniss a utilisé ses propres enfants comme modèles. Les illustrations ont reçu des éloges de George du Maurier.